# Lacuna porrecta
Lacuna porrecta är en snäckart som beskrevs av Carpenter 1864. Lacuna porrecta ingår i släktet Lacuna och familjen strandsnäckor. Inga underarter finns listade i Catalogue of Life.